# Slávek Boura
Slávek Boura (vlastním jménem Václav Boura,* 1. května 1964 Oděsa) je český moderátor, skladatel a podnikatel.

## Život
Narodil se v roce 1964 v ukrajinské Oděse, kde jeho otec studoval, o rok později se přestěhovali do Prahy. Vystudoval speciální pedagogiku na Pedagogické fakultě Univerzity Karlovy. V roce 1993 moderoval na Kiss Radiu, kde se seznámil s Markétou Mayerovou. S tou pak od roku 1995 uváděli různé pořady na TV Nova – Snídaně s Novou, Rande, Dobré bydlo či Vabank. Snídani s Novou přestali moderovat v roce 1998. V roce 2003 na TOP TV moderoval pořad Pelmel. V roce 2006 na TV Prima s Markétou Mayerovou provázel pořadem Můžu u Vás přespat?
V roce 2011 měl premiéru multimediální interaktivní muzikál Naháči, který neměl úspěch u diváků ani u kritiků. Boura je autorem libreta.
Z prvního manželství má dva syny – Marka a Martina. V letech 1997–2008 byl ženatý s Markétou Mayerovou, v roce 2000 se jim narodila dcera Agáta.

## Filmografie
- Playgirls II – herec
- Rande – moderátor
- Můžu u vás přespat? – moderátor
- Snídaně s Novou – moderátor
- Pra, pra, pra – herec
- Vabank – moderátor
- Policajti z centra – herec (role: majitel baru)
- Ptákoviny – host pořadu
- Zlatá mříž – host pořadu
- DO-RE-MI – host pořadu
- Čtveráci – host pořadu
- Dobré bydlo – moderátor
- Áčko – moderátor
- Nikdo není dokonalý – host pořadu
- Český bodyguard – host pořadu
- Pellmel – moderátor
- Modrý kód – herec
- Prostor X – host pořadu
- 1. mise – herec
- Hra o lajky – host pořadu
- Dobré zprávy 2022 TV Prima - HEREC